# HMS Foudroyant (1758)
HMS Foudroyant (1758) — 80-пушечный линейный корабль, бывший французский Foudroyant. В британской службе относился к третьему рангу. Первый корабль Королевского флота с таким названием.

## Le Foudroyant
Foudroyant был построен арсеналом в Тулоне по чертежам Франсуа Куломба (фр. François Coulomb). Заложен в августе 1748, спущен на воду 18 декабря 1750 года. Вошел в строй в апреле 1755.
Был при Минорке в 1756 году, где сражался с британским флагманом HMS Ramillies. Затем входил в эскадру Жан-Франсуа де Ла-Клю Сабрана (фр. Jean-François de La Clue-Sabran). Во время боя при Картахене, Испания, 28 февраля 1758 года, был захвачен британскими HMS Monmouth, HMS Hampton Court и HMS Swiftsure.

## В Королевском флоте
В сентябре 1758 корабль был приведён в Портсмут и, следуя стандартной практике, прошёл инспекцию, стоимостью £163 10s 2d, в том числе с него были сделаны чертежи. Foudroyant представлял собой, по британским меркам, необычный корабль. Он был гораздо больше типичного корабля 3 ранга, сильнее вооружён и, благодаря длинной ватерлинии, обладал лучшим ходом. С другой стороны, он имел меньшую прочность и был заметно дороже в постройке и содержании. На флоте возникли споры, следует ли строить ещё корабли по его образцу, или придерживаться традиции.
Было решено не менять названия, в память о бое при Картахене, а также в назидание французам. Адмиралтейство одобрило закупку 7 ноября того же года, и он был должным образом приобретён 6 декабря за £16 759 19s 11d. Официально назван HMS Foudroyant и внесён в списки флота 13 декабря 1758, как корабль 3 ранга. Для подготовки к службе Его Величества прошёл ремонт в Портсмуте с февраля по август 1759, на сумму £14 218.9.2 D.

### Семилетняя война и после
HMS Foudroyant вошёл в строй в июне 1759 года, капитан Ричард Тайрелл (англ. Richard Tyrell). С июня по октябрь 1759 был флагманом адмирала Чарльза Харди в Канале.
С августа — в составе флота адмирала Эдварда Хока (англ. Edward Hawke). Прошел новый ремонт в Портсмуте весной 1760 года, в том же году вернулся в строй, капитан Роберт Дафф. В апреле 1760 отправлен на Подветренные острова, но вернулся в Великобританию к осени 1761 году и прошёл ещё один ремонт. В начале 1762 года принимал участие в операциях против Мартиники. После чего в командование вступил капитан Молино Шудам (англ. Molyneaux Shuldham). Короткое время служил флагманом адмирала Джорджа Родни.
В 1763 году выведен в резерв, команда рассчитана. Прошел несколько инспекций, а также большой ремонт в период между февралём 1772 и январём 1774, после чего, в апреле 1775 года, поставлен в качестве брандвахты в Плимуте. Снова введён в строй в августе того же года, капитан Джон Джервис. Базировался на Плимут до начала 1777 года.

### Американская революционная война
В марте 1777 корабль был подготовлен для службы в Английском канале. Провел лето в крейсерстве у берегов Франции. 18 июня 1778, вместе с Courageaux и Robuste захватил и привёл 32-пушечный фрегат Pallas. Обнаруженные на нём бумаги дали Августу Кеппелю точное представление о силах французов в Бресте. На основании этих данных он вернулся в Портсмут за подкреплением. 27 июня флот бросил якорь в Спитхеде.
Затем с флотом адмирала Кеппеля Foudroyant был при Уэссане 27 июля 1778. Джервиса ненадолго заменил в качестве капитана Чарльз Хадсон (англ. Charles Hudson), в то время как Foudroyant поднял флаг своего прежнего командира, а теперь вице-адмирала лорда Шудама. Джервис вернулся к командованию в 1779 году, под началом Харди, затем в декабре 1779 года перешёл в отдельную эскадру.
В начале 1780 года Foudroyant вернулся в порт, где прошёл ремонт и обшивку корпуса медью. По завершении работ в мае вернулся в море. Действовал сначала с флотом адмирала Фрэнсиса Гири (англ. Francis Geary), а позже Джорджа Дарби. С ним участвовал в снятии осады с Гибралтара в апреле 1781 года. Затем был переведён в эскадру Роберта Дигби (англ. Robert Digby). Летом 1781 года вернулся к флоту Дарби, а в апреле 1782 перешёл в эскадру Самуэля Баррингтона. Под его командованием 21 апреля 1782 года перехватил предназначенный в Вест-Индию конвой. Джервис захватил 74-пушечный французский Pégase. За этот бой капитан Джервис был посвящён в рыцарство.
Снова вышел в море в июле 1782 года, на этот раз в составе флота под командованием адмирала Ричарда Хау. Осенью крейсировал на Западных подходах. В 1783 году ненадолго был под командованием капитана Уильяма Корнуоллиса, но вскоре был рассчитан, а затем поставлен в отстой.

## Конец карьеры
Приказом Адмиралтейства от 24 августа 1787 года Foudroyant был предназначен на слом. Продан за £479 3s 2d. К 26 сентября 1787 года разобран.
Только один действующий корабль после него назывался HMS Foudroyant. Но название увековечено в нескольких учебных кораблях, а затем береговых сооружениях Королевского флота.